# 韩东 (诗人)
韩东（1961年—），江苏南京人，中国现代诗人。
1982年毕业于山东大学哲学系。在此期间韩东开始诗歌创作。1985年与于坚等创立了诗刊《他们》。韩东的代表作有《有关大雁塔》、《你见过大海》等诗，及長篇小說《扎根》。曾与李亚伟等发起先锋派诗歌运动。韩东的诗歌往往选用简约平淡的文字表达哲理。